# Јања (притока Пљусе)
Јања (рус. Яня) река је на северозападу европског дела Руске Федерације. Протиче преко северних делова Псковске области, односно преко територија њеног Пљушког и Гдовског рејона. Десна је притока реке Пљусе, те део басена реке Нарве, односно Финског залива Балтичког мора.
Свој ток започиње као отока маленог Вороновског језера, на мочварном подручју на северу Пљушког рејона. Укупна дужина водотока је 57 km, површина сливног подручја је 772 km², док је просечан проток у доњем делу тока 6 m³/s. Улива се у реку Пљусу као њена десна притока на 115. километру узводно од њеног ушћа.